# 海老原奈月
海老原奈月（日语： Ebihara Natsuki，1992年或1993年—），宮崎縣人，日本女模特兒、模型步行老師。現為日本《Walk&Way》旗下的藝人。她的愛好是彈鋼琴和唱歌。
2012年，她當選《Aoshima Beach Girls Collection》的海岸女王，環球小姐宮崎縣代表入圍者。2016國際旅遊小姐日本代表。
2016年11月15日，海老原駕駛汽車撞倒了正在通过人行横道的三個小學男生，造成3人不同程度受伤。

## 外部連結
- Walk&Way: 海老原奈月 （日語）
- 海老原奈月的X（前Twitter） （日語）